# Guga Stroeter
Gustavo Cerqueira Stroeter, conhecido como Guga Stroeter (São Paulo, 15 de outubro de 1960) é um músico brasileiro, produtor e diretor musical. Nos anos 80 participou da fundação do quinteto Nouvelle Cuisine. Ao lado do saxofonista George Freire, criou a orquestra Orquestra HB, antiga Heartbreakers. Além disso, trabalhou ao lado de diversos nomes da MPB como Caetano Veloso e Rita Lee.
Em 2021, seu álbum Nei Lopes, Projeto Coisa Fina e Guga Stroeter no Pagode Black Tie, em parceria com Nei Lopes e Projeto Coisa Fina, foi indicado ao Grammy Latino de Melhor Álbum de Samba/Pagode.